# Tõnu
Tõnu ist ein estnischer männlicher Vorname, eine Kurzform von Tõnis und über diesen abgeleitet von dem lateinischen Namen Antonius.

## Namensträger
- Tõnu Endrekson (* 1979), estnischer Ruderer
- Tõnu Kaljuste (* 1953), estnischer Dirigent
- Tõnu Naissoo (* 1951), estnischer Komponist
- Tõnu Õim (* 1941), estnischer Schachmeister
- Tõnu Õnnepalu (* 1962), estnischer Schriftsteller, Dichter und Übersetzer
- Tõnu Tõniste (* 1967), estnischer Segler
- Tõnu Trubetsky (* 1963), estnischer Punkrock-Sänger